# Helosis ruficeps
Helosis ruficeps är en tvåhjärtbladig växtart som först beskrevs av Henry Nicholas Ridley, och fick sitt nu gällande namn av Eberwein. Helosis ruficeps ingår i släktet Helosis och familjen Balanophoraceae. Inga underarter finns listade i Catalogue of Life.